# 邦热苏斯杜托坎廷斯
邦热苏斯杜托坎廷斯是巴西托坎廷斯州的一个市镇。总面积1332.665平方公里，总人口2710人，人口密度2人/平方公里。